# Eraso
Eraso (en basque et en espagnol) est un village situé dans la commune d'Imotz dans la Communauté forale de Navarre, en Espagne. Il est doté du statut de concejo.
Eraso est situé dans la zone linguistique bascophone de Navarre. Depuis 25 ans, commence ici la procession que font les habitants de la vallée jusqu'à l'Ermitage d'Erga (l'Ermitage de la Trinité).

## Géographie
À l'est et au sud du village coule le ruisseau Imozko erreka (ruisseau d'Imotz).
La majeure partie de la forêt de cette commune s'étend vers Erga dans la commune de Malaun. La plus haute montagne est Artola bien qu'il y en ait d'autres comme Espilla, Korosti, Otsopasaje et Añoa.

## Histoire
Eraso, la ville au centre de la vallée, avait plus d'importance dans le passé. Il y avait le palais des seigneurs d'Eraso qui, encore aujourd'hui, conserve son nom Jauregia (Palais en basque). Il a été construit au XIXe siècle sur le site précédent. Comme dans beaucoup d'autres villes, il y a une tour appelé Dorrea.

## Architecture
Les maisons sont remarquables, comme celles de Berekoetxea, Txurdanea, Iriartea, Goikoetxea et Mattikoneberria, la plupart construite au XVIIIe siècle.
L'église est de style proto-gothique, du XIIIe siècle, bien qu'elle ait été fortement remaniée. Le retable est du XVIIe siècle, sculpté par Martín Elordi. La sacristie a été construite entre 1762 et 1767, et le portique entre 1793 et 1798.

## Langues
Cette commune se situe dans la zone bascophone de la Navarre dont la population totale en 2018, comprenant 64 municipalités dont Imotz, était bilingue à 60.8%, à cela s'ajoute 10.7% de bilingues réceptifs. En 2011, 53.2% de la population d'Imotz ayant 16 ans et plus avait le basque comme langue maternelle.

## Patrimoine

### Patrimoine religieux
- L'église paroissiale de San Miguel (Église de Saint Michel)[5].